# کفر الزیات
کفر الزیات نام شهر و شهرستانی در استان غربیه مصر است.